# Iglesia de Nuestra Señora de Gracia (Camas)

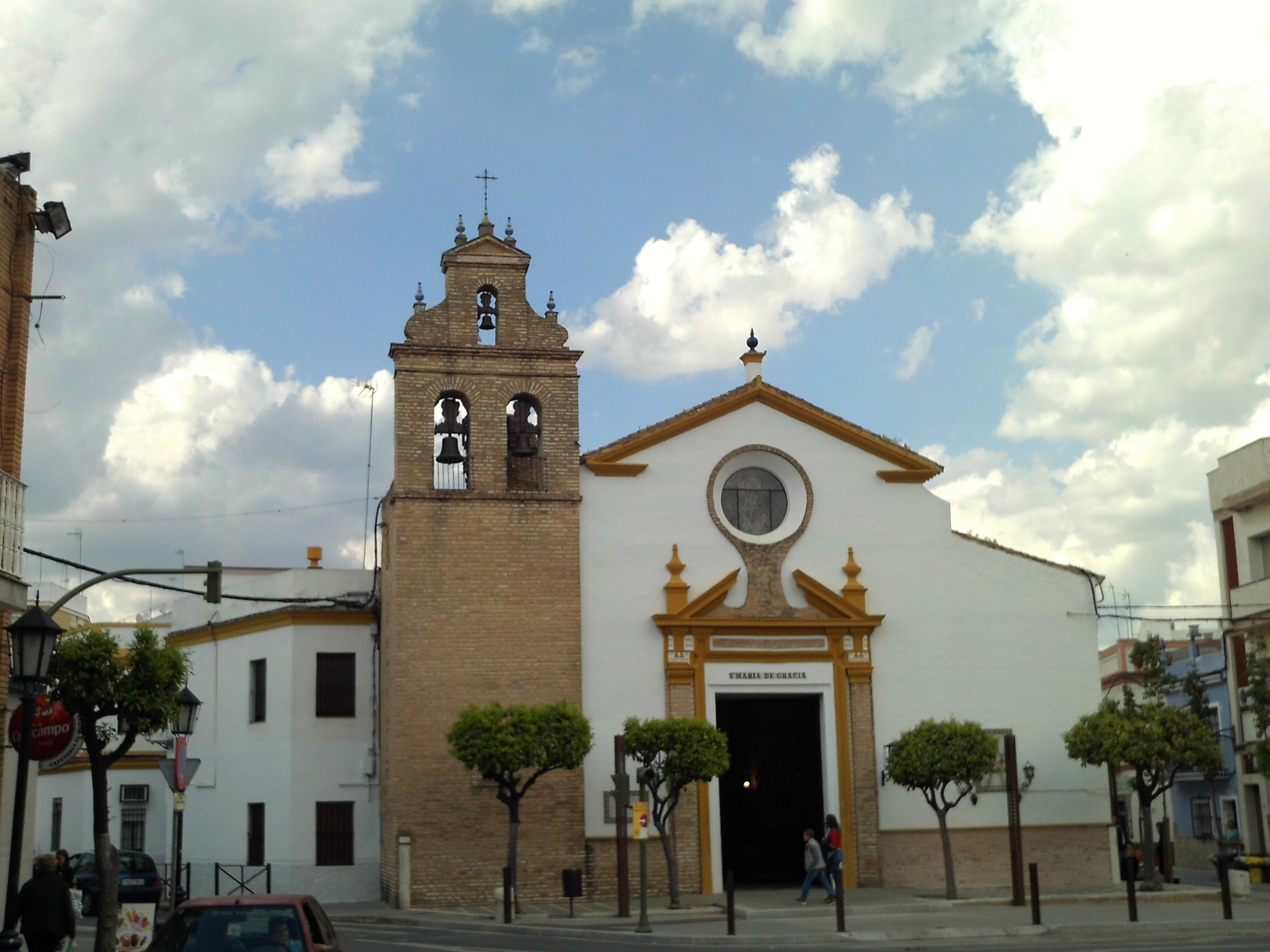
Iglesia de Nuestra Señora de Gracia.

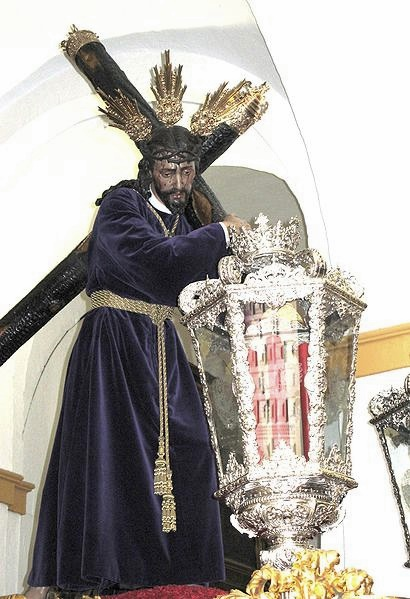
Jesús del Gran Poder de 1923.

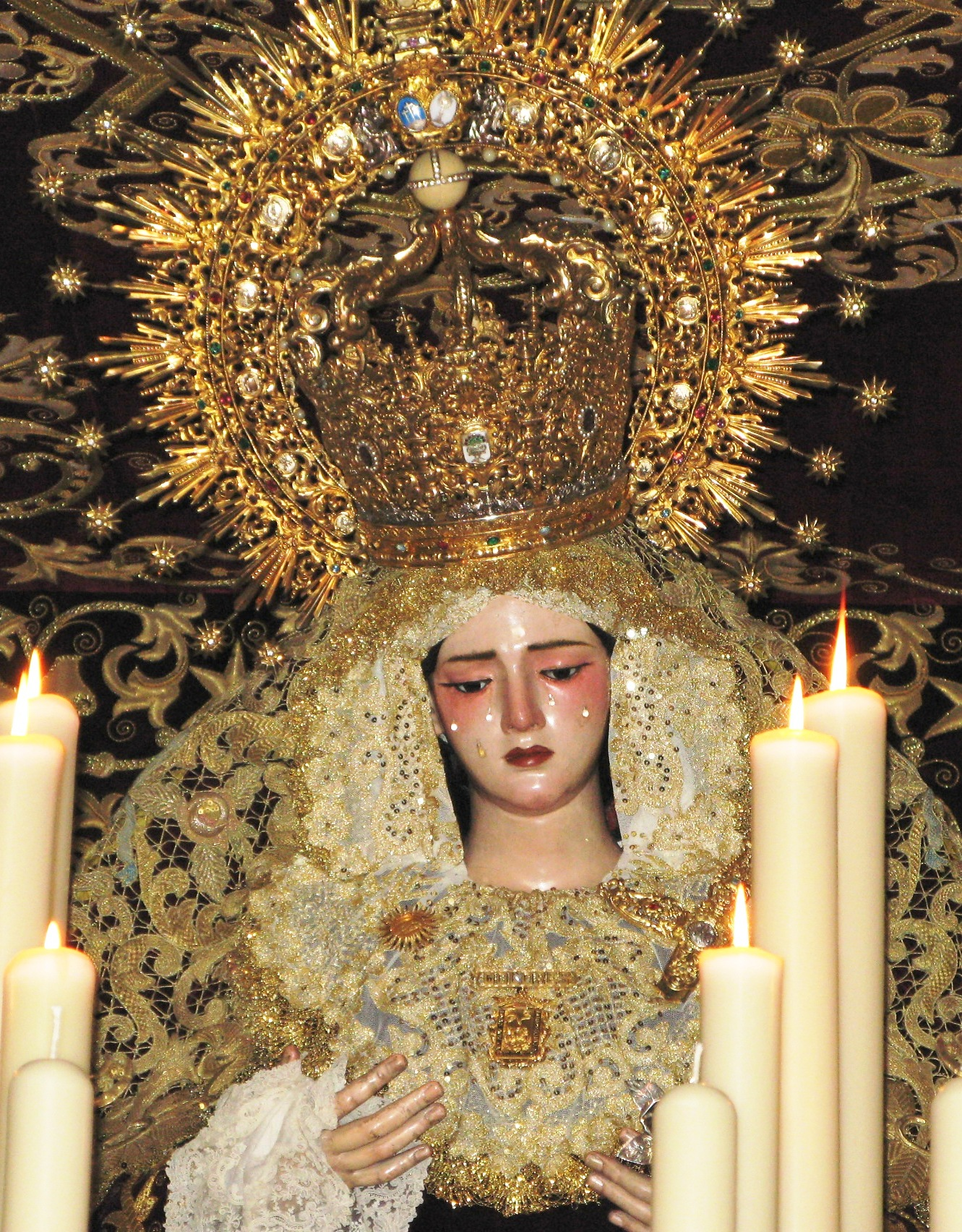
Virgen de los Dolores de 1819.

Las iglesia parroquial de Santa María de Gracia se encuentra en Camas, provincia de Sevilla, Andalucía, España. Sus obras comenzaron en el siglo XVIII pero no se inauguró hasta el 1800. Es la sede canónica de dos hermandades y de una agrupación parroquial de la localidad.

## Historia
En este lugar hubo otras iglesias en los siglos XVI y XVII. La actual comienza a construirse en 1723. Entre 1760 y 1761 las obras fueron dirigidas por Pedro de Silva.

## Características

### Exterior
Consta de tres naves cubiertas por bóvedas de distintos tipos y su fachada es lisa con dos puertas, una frontal, que da la plaza de la Constitución, y otra en el lado de la epístola. La torre del campanario está situada a la izquierda de la fachada frontal y es de ladrillo visto.

### Interior
El retablo mayor es obra de Francisco de Acosta y Antonio Chamorro del 1800 y de estilo neoclásico. En la hornacina central se encuentra la Virgen de Gracia, del siglo XVIII. En el resto del retablo hay figuras de santos trinitarios y arriba hay un relieve de la Trinidad.
En la nave izquierda hay un retablo obra de José Fernando de Medinilla en 1732 donde se encuentran el crucificado de la Vera Cruz y una Virgen de los Dolores. También tiene pinturas del apóstol Juan, María Magdalena y Jesús camino del Calvario. La Virgen de los Dolores, realizada por Juan de Astorga en 1819, es la patrona de la localidad.
En la nave izquierda hay otro retablo con una imagen de santa Brígida. En la nave derecha hay un retablo con una Virgen de la Candelaria. Todas estas figuras son del siglo XVIII. Las dos últimas imágenes mencionadas proceden de la ermita de Santa Brígida, desaparecida con la invasión francesa de principios del siglo XIX. En la nave derecha hay un relieve de la Virgen de la Antigua del siglo XVII. El templo también alberga una Virgen de Guadalupe de 1675.
También hay dos retablos del 1800 con una Virgen del Rosario y una Virgen del Carmen.
Hay pinturas de Justa y Rufina, la Cortonación de la Virgen y la crucifixión. Entre todas destaca una pintura de la Virgen de los Reyes de finales del siglo XVII.
Junto a la puerta principal en la nave de la epístola se encuentra la capilla del Santísimo Sacramento que alberga el Sagrario, así como la imagen de Jesús del Gran Poder, realizado a semejanza del original sevillano por Francisco Marco Díaz-Pintado en 1923.

## Hermandades
Hay dos hermandades y una agrupación parroquial. La Agrupación Parroquial de Santa Cruz (Agrupación Parroquial de la Santa Cruz, Jesús de la Caridad y María Santísima del Rosario en sus Misterios Dolorosos) procesiona el Viernes de Dolores, la Hermandad de la Humillación (Hermandad de la Inmaculada Concepción de María y Cofradía de Nazarenos de Jesús del Soberano Poder en la Negaciones de San Pedro y María Santísima de la Humillación) procesiona el Sábado de Pasión y la Hermandad Sacramental (Hermandad Sacramental y Cofradía de Nazarenos de Nuestro Padre Jesús del Gran Poder y Nuestra Señora de los Dolores Coronada) procesiona el Jueves Santo.